# BuZZ (バンド)
BuZZ（バズ）は、日本のYuji（ボーカル）を中心とした音楽プロジェクト。結成当初はミクスチャーバンドとして活動していた。所属事務所はライジングプロダクション。所属レーベルはSONIC GROOVE。作詞作曲、ライブ演出、MV制作など全てセルフプロデュースで行っている。

## 略歴
- 2017年
  - 2月に全員が楽曲制作や演出を手掛けるボーカル5人組として誕生し、4月にバンドメンバーが加わり9人編成に[1]。
  - 5月4日にライジングプロダクション主催で舞浜アンフィシアターにて開催されたイベント「RISINGPRODUCTION MENS ～5月の風～」にてライブ初出演[2]。
  - 6月19日に日本各地のテレビ局で放映されている音楽情報番組『Music B.B.』にてテレビ初出演。同月21日にSONIC GROOVEからデビューシングル「LEAN ON ME」を発売。表題曲はフジテレビ系列ドラマ『櫻子さんの足下には死体が埋まっている』のエンディングテーマに採用された。
  - 7月17日 東京体育館にて行われた｢AsiaProgress 2017｣にオープニングアクトとして登場。RISINGPRODUCTION MENS ～5月の風～で披露した曲に加え、ビーナスを披露する。勇士の衣装が合羽のようだとファンの中で話題になる。
  - 9月29日 代官山SPACE ODDで行われた「Livin’ on LIVE」にてトリを飾る。L.O.C.O、HANGOVER披露。演奏中、KENSUKEにマイクトラブルが発生するもÜ-SAYが自分のマイクを貸し、笑顔で乗り切った。
  - 10月8日「Eggs presents FM802 MINAMI WHEEL2017」初の関西ライブ。
  - 10月14日 事務所の先輩にあたるDA PUMPのKIMI、Leadの谷内伸也からなるユニット2FACEのライブに勇士がサプライズ登場し、楽曲提供したBUBBLINを披露。同年12月23日にYouTubeにてBUBBLIN feat.勇士(BuZZ)を公開。
  - 10月23日 TSUTAYA O-WESTで行われた「THE DAY PLUS」当日、公式Twitterにて都合により福澤侑が出演しないことが発表される。(以降、ヴォーカル４人とサポートメンバーの体制となる)
  - 11月15日 ｢RISING ROCK FES｣にてAmazing merry christmas披露。
  - 12月31日 福澤侑が一身上の都合により契約終了することを公式HPで発表[3]。
- 2018年
  - 1月4日 ライジングプロダクション所属アーティストの動画配信サイト「OPEN CAST」にてメンバー制作による動画配信を開始。
  - 6月30日 ファーストワンマンライブ、BuZZ ONEMAN LIVE SATURDAY MAGIC〜Hangout party〜開催。当初昼公演1回のみの予定だったが、申し込み多数により急遽夜公演を追加し、計2公演実施される。
  - 9月8日 BuZZ ONEMAN LIVE SATURDAY MAGIC 〜YELLOW JUNGLE〜 にてハミデルロマンス、バナナはおやつに入りますか？、Reason初披露。
  - 10月19日 ドキュメンタリー企画「Nudie BuZZ Friday」が毎週金曜20時、avex YouTube公式チャンネルにて公開[4]。
  - 12月14日 BuZZ EAST BOUND TOUR2018-2019 初日、横浜公演にて POP CORN、CIAO、Magnet 初披露。会場ロビーにÜ-SAYの絵画作品が展示される。
- 2019年
  - 1月12日 BuZZ EAST BOUND TOUR2018-2019 埼玉公演にてI LOVE YOU 〜キミが好き〜 初披露。終演後vocalメンバーの書き初め作品が場外に展示される。
  - 6月1日 webラジオ「Talk 4 BuZZ LoverZZ」が毎月1日、15日の21時より配信をスタート[5]。
  - 6月21日 デビュー2周年記念イベント、B-day (原宿駅前ステージ) にて2nd sg. BEST SHOT (DJ SET)初披露。
  - 9月29日 BuZZ ONEMAN PARTY "BEST SHOT" PLAY 4 BuZZ LoverZZにてFriday Boy、Forever Young 初披露。
- 2021年
  - 9月30日、清水謙太・KENSUKEがグループ脱退およびライジングプロダクションを退所。Yuji、usayの2人体制となる[6]。
- 2022年
  - 11月23日、EP「MOOD」をリリース[7]。
- 2023年
  - 3月31日、Ü-SAYがグループ脱退、ライジングプロダクションを退所。BuZZはYujiを中心とした音楽プロジェクトへと進化した。

## メンバー
- 勇士（ゆうじ、本名：カーン勇士[8]、1994年[9]6月6日 - ）富山県出身：ボーカル

ソロシンガーとしてライブに出演、そしてイベントの主催などもしていた。
デビュー前に事務所の先輩LeadのトーキョーフィーバーMVにクラスメイト役で参加。
小学校時代にアラブ首長国連邦ドバイに居住経験のある帰国子女で英語が堪能。影響を受けたアーティスト、好きなアーティストとしてマイケル・ジャクソン、ブルーノ・マーズ、BLUE、DA PUMP、w-inds.などを挙げている。

### サポートメンバー
- Bunta Otsuki[10]：ギター
- 目純一郎[11]：ベース
- 橋本大輝[12]：ドラムス
- 太田卓真[13]：キーボード
- SAM：DJ（DJスタイル時のみ）

### 旧メンバー
- Ü-SAY（ゆーせい、本名：相原裕成[14]、1998年[9]11月5日 - ） 福島県郡山市[14]出身：ボーカル

高校2年からライブハウスなどで歌い始める。EXILE PARFECT YEAR 2014 THE SURVIBAL サポートダンサー、EXILE PARFECT YEAR 2014 THE REVORUTION サポートダンサー。
デビュー前に事務所の先輩LeadのトーキョーフィーバーMVにクラスメイト役で参加。
キャラクター、ZZuBくん生みの親。イラスト・動画編集が得意で、グッズ制作やYouTube・OPEN CAST公開の動画編集を行う。
好きなアーティストに小田和正などを挙げている。
絶対に遅刻をしない兄(清水謙太)とは対照的に、Ü-SAYは遅刻しがちで有名。完全に遅れているのにオシャレは絶対欠かさない本物のファッショニスタ。しかもわりと許されている。
2023年3月31日をもってグループを脱退し、ライジングプロダクションを退所。
- KENSUKE（けんすけ、本名：清水謙介、1997年[9]2月17日 - ） 神奈川県出身[15]：ボーカル

2021年9月30日、グループ脱退およびライジングプロダクションを退所。
- 清水謙太（しみず けんた、1994年[9]8月3日 - ） 神奈川県出身[15]：ボーカル

2021年9月30日、グループ脱退およびライジングプロダクションを退所。
- 福澤侑（ふくざわ ゆう、1995年10月19日[16] - ） 愛知県名古屋市出身[16]：ボーカル

元BOYS AND MENのメンバー。2017年12月31日一身上の都合を理由に契約を終了。
- 三澤平和（2月25日 - ）：ギター
- motty：ギター
- TOME（11月3日 - ）：ベース
- エノマサフミ：ドラムス

## 作品

### 配信限定シングル
|     | 配信開始日    | タイトル          | 規格                   |
| --- | ------------- | ----------------- | ---------------------- |
| 1st | 2020年2月26日 | Hangover          | デジタル・ダウンロード |
| 2nd | 2020年3月4日  | Forever Young     | デジタル・ダウンロード |
| 3rd | 2020年3月11日 | CHOO DANGEROUS    | デジタル・ダウンロード |
| 4th | 2020年3月11日 | TWINKLE HAPPY END | デジタル・ダウンロード |

### 音源未収録曲(BuZZ)
- L.O.C.O.
- POP CORN
- Bee Quiet
- CIAO
- Magnet
- Reason
- バナナはおやつにはいりますか？
- Peace around the world
- Amazing Merry Christmas
- I LOVE YOU 〜キミが好き〜
- Friday Boy

### その他の関連楽曲
- 2FACE-BUBBLIN feat. 勇士(from BuZZ)
- NIKIBI凸〜Bye Bye Teens〜 (Ü-SAY)
- 新里宏太- for you (作詞作曲:清水謙太)

## タイアップ
| 楽曲       | タイアップ                                                                     |
| ---------- | ------------------------------------------------------------------------------ |
| LEAN ON ME | フジテレビ系列ドラマ「櫻子さんの足下には死体が埋まっている」エンディングテーマ |
| BEST SHOT  | TBS系「王様のブランチ」2019年8・9月度エンディングテーマ                        |

## ライブ

### ファンミーティング
| 出演日        | タイトル | 会場             |
| ------------- | -------- | ---------------- |
| 2019年6月21日 | B-Day    | 原宿駅前ステージ |

### 出演イベント
| 出演日                          | タイトル                                                                                             | 会場                                                                                     |
| ------------------------------- | --- | ---------------------------------------------------------------------------------------- |
| 2017年7月16日                   | DRESS_No.主催「SHALL WE DRESS? vol.3」                                                               | 代官山SPACE ODD                                                                          |
| 2017年7月17日                   | AsiaProgress 2017                                                                                    | 東京体育館                                                                               |
| 2017年9月29日                   | Livin’ on LIVE                                                                                       | 代官山SPACE ODD                                                                          |
| 2017年10月3日                   | HYBRID IMAGINATION                                                                                   | TSUTAYA O-WEST                                                                           |
| 2017年10月8日                   | Eggs presents FM802 MINAMI WHEEL2017                                                                 | 大阪ミナミ                                                                               |
| 2017年11月4日                   | ライジング学園〜オレ達のワッショイ！！〜                                                             | 渋谷・WWW X                                                                              |
| 2017年10月29日                  | AKASAKA BLITZ HALLOWEEN 2017-Dance&Vocal Halloween Night-                                            | 赤坂BLITZ                                                                                |
| 2017年11月15日                  | RISING ROCK FES                                                                                      | 六本木morph-tokyo                                                                        |
| 2017年12月3日                   | Brand New Vibe 10th Anniv. 対バンTour 2017-2018                                                      | 柏PALOOZA                                                                                |
| 2017年12月22日                  | 「RISING ROCK FES」X’mas SP                                                                          | 六本木morph-tokyo                                                                        |
| 2018年1月9日                    | Good Night Kiss vol. 2                                                                               | shibuya duo MUSIC EXCHANGE                                                               |
| 2018年1月16日・2月13日・3月29日 | RISING ROCK FES                                                                                      | 六本木morph-tokyo                                                                        |
| 2018年1月24日                   | ランブリングゴールドラッシュ                                                                         | 渋谷duo MUSIC EXCHANGE                                                                   |
| 2018年3月20日                   | Endless Road 2nd Anniversary                                                                         | 初台 DOORS                                                                               |
| 2018年3月23日                   | 【原宿駅前ステージ・Lead cafe連動企画】新里宏太×BuZZ                                                 | 原宿駅前ステージ・Lead cafe                                                              |
| 2018年3月25日                   | LYRICAL NIGHT Vol.13@HARLEM〜3rd Anniversary Special〜                                               | HARLEM                                                                                   |
| 2018年3月30日                   | extreme-the-music -2nd sessions-                                                                     | TSUTAYA O-WEST                                                                           |
| 2018年4月10日                   | Groovy Buzz Beat                                                                                     | Shibuya duo MUSIC EXCHANGE                                                               |
| 2018年4月21日                   | 【原宿駅前ステージ・Lead cafe連動企画】新里宏太×BuZZ Vol.2                                           | 原宿駅前ステージ・Lead cafe                                                              |
| 2018年4月24日                   | extreme-the-music -3rd sessions-                                                                     | TSUTAYA O-WEST                                                                           |
| 2018年5月5日・6日               | RISINGPRODUCTION MENS 〜5月の風〜 2018                                                               | 舞浜アンフィシアター                                                                     |
| 2018年5月31日                   | RISING ROCK FES 番外編                                                                               | 六本木morph-tokyo                                                                        |
| 2018年7月7日                    | w-inds. Fes ADSR 2018 -Attitude Dance Sing Rhythm-                                                   | お台場・ADSR特設会場                                                                     |
| 2018年8月6日                    | ハピコレ!!vol.175                                                                                    | 六本木morph-tokyo                                                                        |
| 2018年8月16日                   | プチキャンパン〜supported by CANDY☆PANTS〜                                                           | OTODAMA SEA STUDIO                                                                       |
| 2018年8月24日                   | Fight in お台場2018                                                                                  | お台場シンボルプロムナード公園                                                           |
| 2018年10月15日                  | MUSIC BEAT                                                                                           | 渋谷 duo MUSIC EXCHANGE                                                                  |
| 2018年10月18日                  | Recitation～Daikanyama LOOP 10th Anniversary～                                                       | 代官山LOOP                                                                               |
| 2018年11月8日                   | CANDY☆PANTS 9周年!!                                                                                  | 白金高輪SELENE b2                                                                        |
| 2018年12月3日                   | MUNETAKA Vol.1                                                                                       | duo MUSIC EXCHANGE                                                                       |
| 2019年2月24日                   | extreme the music -4th session-                                                                      | マイナビBLITZ赤坂                                                                        |
| 2019年3月21日                   | shibuya circuit live Vita va rave                                                                    | TSUTAYA O-EAST、O-WEST、O-Crest、 O-nest、duo MUSIC EXCHANGE                             |
| 2019年4月24日                   | sway to the music                                                                                    | 代官山LOOP                                                                               |
| 2019年5月1日                    | extreme the music -Reiwa edition-                                                                    | 新宿文化センター 大ホール                                                                |
| 2019年5月25日                   | AirAsia Presents メ〜テレ MUSIC WAVE 2019〜踊るラグーナビーチ〜                                      | 蒲郡 ラグーナビーチ                                                                      |
| 2019年6月1日                    | ARE YOU READY?                                                                                       | MITO M-SPO アリーナ内特設ステージ                                                        |
| 2019年6月15日                   | XROSS CLOUD vol.06 produced by RIZE GROAN                                                            | 新宿FACE                                                                                 |
| 2019年6月29日                   | SATURDAY NIGHT LIVE                                                                                  | 新宿ReNY                                                                                 |
| 2019年7月11日                   | BUZZ-UP J summer                                                                                     | 渋谷 duo MUSIC EXCHANGE                                                                  |
| 2019年7月14日                   | JOIN ALIVE 2019                                                                                      | いわみざわ公園（野外音楽堂キタオン＆北海道グリーンランド遊園地）                         |
| 2019年7月29日                   | TOKYO TRAX                                                                                           | 渋谷 duo MUSIC EXCHANGE                                                                  |
| 2019年8月14日                   | RISING ROCK FES〜BuZZ RELEASE PARTY〜                                                                | 新宿BLAZE                                                                                |
| 2019年8月17日                   | a-nation 2019 ≪大阪公演 1日目≫                                                                       | ヤンマースタジアム長居                                                                   |
| 2019年8月18日                   | 駿府城夏まつり 水祭-suisai-                                                                          | 駿府城公園                                                                               |
| 2019年8月24日                   | MUNETAKA Special 2019                                                                                | TSUTAYA O-WEST / TSUTAYA O-nest / TSUTAYA O-Crest / duo MUSIC EXCHANGE / 7th floor(渋谷) |
| 2019年9月14日                   | TOKYO CALLING 2019                                                                                   | HOLIDAY Shinjuku                                                                         |
| 2019年10月20日                  | w-inds. Fes ADSR 2019 –Attitude Dance Sing Rhythm-supported by GC GRAND FESTIVAL 2019 ＆ SPORT × ART | 豊洲PIT                                                                                  |
| 2019年11月3日                   | ドゥシフェス2019                                                                                     | 豊崎美らSUNビーチ                                                                        |
| 2019年12月27日                  | TOKYO TRAX                                                                                           | shibuya eggman                                                                           |